# 丁二硫醚
丁二硫醚或二丁基二硫是一种有机化合物，化学式为C8H18S2。它可由正丁硫醇的氧化反应制得。它在二氯甲烷中可以被间氯过氧苯甲酸氧化，生成丁基硫代亚磺酸-S-丁酯。它和溴化苄、锌在三氯化铝催化下反应，可以得到苄基丁硫醚。